# Złota akcja
Złota akcja – akcja dająca wpływ na strategiczne decyzje spółki. W większości przypadków dotyczy to blokowania niekorzystnych dla jej posiadacza postanowień. W dobie prywatyzacji państwo często zatrzymuje złotą akcję w najważniejszych spółkach.
Złota akcja ma najczęściej ograniczony czasowo okres ważności (nie działa bezterminowo).
W polskim systemie prawnym wprowadzono ustawą z 18 marca 2010 r. o szczególnych uprawnieniach ministra właściwego do spraw aktywów państwowych oraz ich wykonywaniu w niektórych spółkach kapitałowych lub grupach kapitałowych prowadzących działalność w sektorach energii elektrycznej, ropy naftowej oraz paliw gazowych (Dz.U. z 2025 r. poz. 470) instytucję zbliżoną merytorycznie do złotej akcji, nazywaną też „złotym wetem”. Jest to uprawnienie osobiste Skarbu Państwa do wetowania niektórych uchwał, a nawet czynności w spółkach o znaczeniu strategicznym. Uprawnienie to jest, w przeciwieństwie do prawa weta związanego z dokumentem uprzywilejowanej akcji, niezbywalne.
Zgodnie z brzmieniem art. 2 ust. 1 i 2 ustawy minister właściwy ds. aktywów państwowych może wyrazić sprzeciw wobec uchwały lub innej czynności prawnej dokonanej przez zarząd spółki, której przedmiotem jest rozporządzenie składnikami mienia, o których mowa w art. 1 ust. 1 i 2 ustawy, stanowiące rzeczywiste zagrożenie dla funkcjonowania, ciągłości działania oraz integralności infrastruktury krytycznej. Sprzeciwem może być również objęta uchwała organu spółki dotycząca:
- rozwiązania spółki
- zmiany przeznaczenia lub zaniechania eksploatacji składnika mienia spółki, o którym mowa w art. 1 ust. 1 i 2 ustawy
- zmiany przedmiotu przedsiębiorstwa spółki
- zbycia albo wydzierżawienia przedsiębiorstwa spółki lub jego zorganizowanej części oraz ustanowienia na nim ograniczonego prawa rzeczowego
- przyjęcia planu rzeczowo-finansowego, planu działalności inwestycyjnej lub wieloletniego planu strategicznego
- przeniesienia siedziby spółki za granicę

– jeżeli wykonanie takiej uchwały stanowiłoby rzeczywiste zagrożenie dla funkcjonowania, ciągłości działania oraz integralności infrastruktury krytycznej.
W każdym innym przypadku ustanowienie złotej akcji jest niedopuszczalne jako sprzeczne z zasadą jednakowego traktowania. Również sama niniejsza ustawa budzi wyjątkowo poważne zastrzeżenia co do jej zgodności z Konstytucją i prawem wspólnotowym (swobodą przepływu kapitału oraz swobodą przedsiębiorczości).
Po raz pierwszy o „złotym wecie” stanowiła ustawa z 3 czerwca 2005 r. o szczególnych uprawnieniach Skarbu Państwa oraz ich wykonywaniu w spółkach kapitałowych o istotnym znaczeniu dla porządku publicznego lub bezpieczeństwa publicznego (Dz.U. z 2005 r. nr 132, poz. 1108, ze zm.). Dotyczyła ona uprawnień Ministra Skarbu Państwa.